# 依萊
依萊（1957年10月21日—2013年3月1日），男，無國籍，傣仂族，是糯康犯罪集團的3號人物，也是金三角地區的毒梟，他有份參與2011年10月5日，中國船員金三角遇害案，并被判处故意殺人罪、運輸毒品罪、綁架罪和劫持船隻罪。
2013年3月1日下午二時，依萊和另外三人（糯康、桑康·乍薩和扎西卡），在雲南省昆明市中级人民法院被執行注射死刑 ，終年55歲。

## 糯康犯罪集團
依萊是糯康犯罪集團的3號人物， 曾居住于泰國清萊府湄賽縣央磅堪區5鄉47號，在2009年才加入糯康犯罪集團，當他加入後，依萊他主要負責運輸毒品、管理船隻，以及在湄公河沿岸布置眼線搜集情報，在加入糯康犯罪集團之前，依萊曾經當過八年和尚。

## 犯案
2011年9月27日，糯康在散布島（即是糯康犯罪集團的基地，位於緬甸撣邦大其力縣，是緬甸老撾邊界）對依萊和集團的二號人物桑康說：「有兩艘中國船上下航行不交保護費，還拉緬甸軍人來攻打我們，要教訓他們。」。隨後，糯康表示出他自己的計劃，是把毒品放在兩艘船上栽贓，並殺掉船上的人，再由泰國軍人來查毒品。
2011年10月3日（即是案件發生前兩天），依萊、弄羅（另案處理）在泰國咩尖的一間咖啡店，與涉及湄公河慘案的九名泰國不法軍人見面，兩人表示出糯康給的回報，是如果泰國軍人到中國船上查毒品，將有助於泰國軍人立功晉升；作為回報，泰國軍人在清盛碼頭為糯康犯罪集團提供出入方便，還要提供武器。雙方一拍即合。
依萊他受糯康的指示，做了三件事，第一，他在湄公河慘案發生之前，已經在湄公河沿岸佈置了許多眼線, 用作監控兩艘遇害船隻(即是華平號和玉興8號)，第二，同弄羅（另案處理）去聯絡泰國不法軍人，第三，是去和弄羅選定犯案的地點，而他們選定的犯案地點，是金三角大佛下游，湄公河泰國水域，一棵雞素果樹旁。這裡人煙稀少，便於停船作案，也便於泰國軍人上船查毒。

## 手下岩相宰
依萊有一個手下，名叫岩相宰，這人也是金三角的一個毒梟，自從湄公河慘案發生後，中國警方為了查明中國船員遇害的真相，決定從遇害船隻上的毒品入手，在當地警方的配合下，鎖定了岩相宰，希望能夠在他身上能夠找到線索，於是，專案組对岩相宰進行了抓捕，他向專案組交代，依萊是他的老闆，而且，依萊曾經告訴他，10．5案件是糯康犯罪集團做的，而且，依萊他也有參與了10．5案件的策劃和實施。
岩相宰還有交代，有一次，依萊向他炫耀，劫持了兩艘中國船隻。

## 被捕
2011年12月12日，專案組收到情報，指依萊和他的兒子，租了一輛旅行社的車，正在從老撾的萬象，去博膠省的路上，然後，專案組和有關國家警方，在依萊的必經之地，設下埋伏。
最終，依萊于2011年12月13日落網，同日，依萊因為涉嫌故意殺人罪、劫持船只罪被中華人民共和國雲南省西雙版納傣族自治州公安局刑事拘留，2012年7月18日經中華人民共和國雲南省西雙版納傣族自治州人民檢察院批准逮捕，第二天（19日）由中華人民共和國雲南省西雙版納傣族自治州公安局執行逮捕。

## 審判
2012年11月6日，雲南省昆明市中级人民法院一審宣判，判處依萊死刑，法官判詞：「被告人依萊，犯故意殺人罪，判處死刑，犯運輸毒品罪，判處死刑，緩期兩年執行，並且，沒收個人全部財產，犯綁架罪，判處無期徒刑，並且沒收個人全部財產，犯劫持船隻罪，判處無期徒刑，決定執行死刑，並且沒收個人全部財產。」宣判後，依萊和另外五人（糯康、桑康·乍薩、扎西卡、扎波、扎拖波）當庭表示要求上訴。
同年12月20日，雲南省高級人民法院對案件，進行二審，26日雲南省高級人民法院作出終審裁定，駁回上訴，維持原判。

## 資料來源
- 在正义的天空下——湄公河“10.5”案件庭审实录
- 審判糯康：湄公河慘案全程還原_三聯生活周刊 （页面存档备份，存于）